# Пердасдефогу
Пердасдефогу (итал. Perdasdefogu) — коммуна в Италии, расположена в области Сардиния, подчиняется административному центру Нуоро.
Население коммуны, на 01.01.2024 года, составляет 1716 человек, плотность населения ─ 21,97 чел./км². Коммуна занимает площадь 78,10 км². 
Почтовый индекс — 08046. Телефонный код — 0782.
Покровителем коммуны почитается святой апостол Пётр, празднование 29 июня.

## Демография
Динамика населения:

## Примечание
1. 1 2  Perdasdefogu (NU) (итал.). Tuttitalia.it. Дата обращения: 9 августа 2024.